# Moulin à vent de Sainte-Ramée
Le moulin à vent de Sainte-Ramée, bâti au XIXe siècle, est situé à Sainte-Ramée, en France. L'immeuble a été inscrit au titre des monuments historiques en 1989.

## Histoire
Le moulin à vent dit « de Chez Guillet », construit en 1803, cesse de fonctionner en 1919. Une boulangerie et un four ont été installés dans la maison le jouxtant. Ses ailes ont disparu mais le mécanisme intérieur est encore en place et sa toiture a été refaite en 1984. 
L'immeuble est inscrit au titre des monuments historiques par arrêté du 13 novembre 1989.